# Cissus phymatocarpa
Cissus phymatocarpa là một loài thực vật hai lá mầm trong họ Nho. Loài này được Masinde & L.E.Newton miêu tả khoa học đầu tiên năm 1993.